# Грјешнице
Грјешнице је југословенски филм из 1930. године. Режирао га је Јожа Ивакић који је написао и сценарио.

## Улоге
| Глумац                 | Улога |
| ---------------------- | ----- |
| Крунослава Ебрић Фрлић |       |
| Мато Грковић           |       |
| Јелена Лукатели        |       |
| Предраг Миланов        |       |